# IC 2281
IC 2281 је појединачна звијезда у сазвјежђу Рак која се налази на листи објеката дубоког неба у Индекс каталогу.
Деклинација објекта је + 18° 54' 34" а ректасцензија 8h 18m 54,2s.